# Titti Maartmann
Titti Astri Maartmann (ur. 27 września 1920, zm. 18 września 2018) – norweska saneczkarka, mistrzyni Europy. 
Na mistrzostwach Europy wywalczyła jeden medal. W 1937, na imprezie rozgrywanej w Oslo, została najlepszą zawodniczką kontynentu (jako jedyny reprezentant Norwegii w historii). 